# Dirk Van der Maelen
Dirk L. Van der Maelen, né le 14 mars 1953 à Grammont, est un homme politique belge flamand, membre du Sp.a.
Il est licencié en droit international et européen; fonctionnaire. 

## Fonctions politiques
- Secrétaire de la Chambre.
- Ancien vice-président de la Chambre.
- Conseiller communal de Grammont.
- député fédéral belge : 
  - du 27 juillet 1989 au 24 novembre 1991,
  - depuis le 16 décembre 1991.

## Décoration
- Grand officier de l'ordre de Léopold (2019)[1].